# Michel Charles
Pour les articles homonymes, voir Charles.
Michel Charles est un universitaire français. Ancien élève de l'École normale supérieure de la rue d'Ulm, à Paris (promotion L 1966), il y est devenu professeur (« caïman ») dès la fin de ses études. 
Son approche critique, imprégnée des théories structuralistes, a permis de revaloriser la place accordée au lecteur et à la lecture dans les études littéraires. Il propose d'envisager les textes d'un point de vue non plus herméneutique (que veulent-ils dire ?), mais, selon ses mots, « rhétorique » (que peuvent-ils dire ?). Ce renversement de perspective par rapport à la doxa des études littéraires a donné lieu à la théorie des « textes possibles » ou « théorie littéraire ».
À partir de 1979, Michel Charles dirige le comité de rédaction de la prestigieuse revue Poétique, fondée en 1970 par Gérard Genette, Tzvetan Todorov et Hélène Cixous.